# Vermiliopsis zibrowii
Vermiliopsis zibrowii är en ringmaskart som beskrevs av Penido J.C. Nogueira och Abbud 2009. Vermiliopsis zibrowii ingår i släktet Vermiliopsis och familjen Serpulidae. Inga underarter finns listade i Catalogue of Life.